# Pucciniosira holwayi
Pucciniosira holwayi är en svampart som beskrevs av H.S. Jacks. 1932. Pucciniosira holwayi ingår i släktet Pucciniosira och familjen Pucciniosiraceae.   Inga underarter finns listade i Catalogue of Life.